# Cepola macrophthalma
La cepola (Cepola macrophthalma (Linnaeus, 1758)), è un pesce osseo marino appartenente alla famiglia Cepolidae.

## Distribuzione e habitat
Questa specie è diffusa nell'Atlantico orientale, dalle Isole Britanniche fino al Senegal e nel Mar Mediterraneo. Nei mari italiani e nel Mediterraneo è comune. Nel mar del Nord è molto rara. Vive prevalentemente sui fondali fangosi, tra i 15 e i 400 metri di profondità, di solito tra 40 e 100.

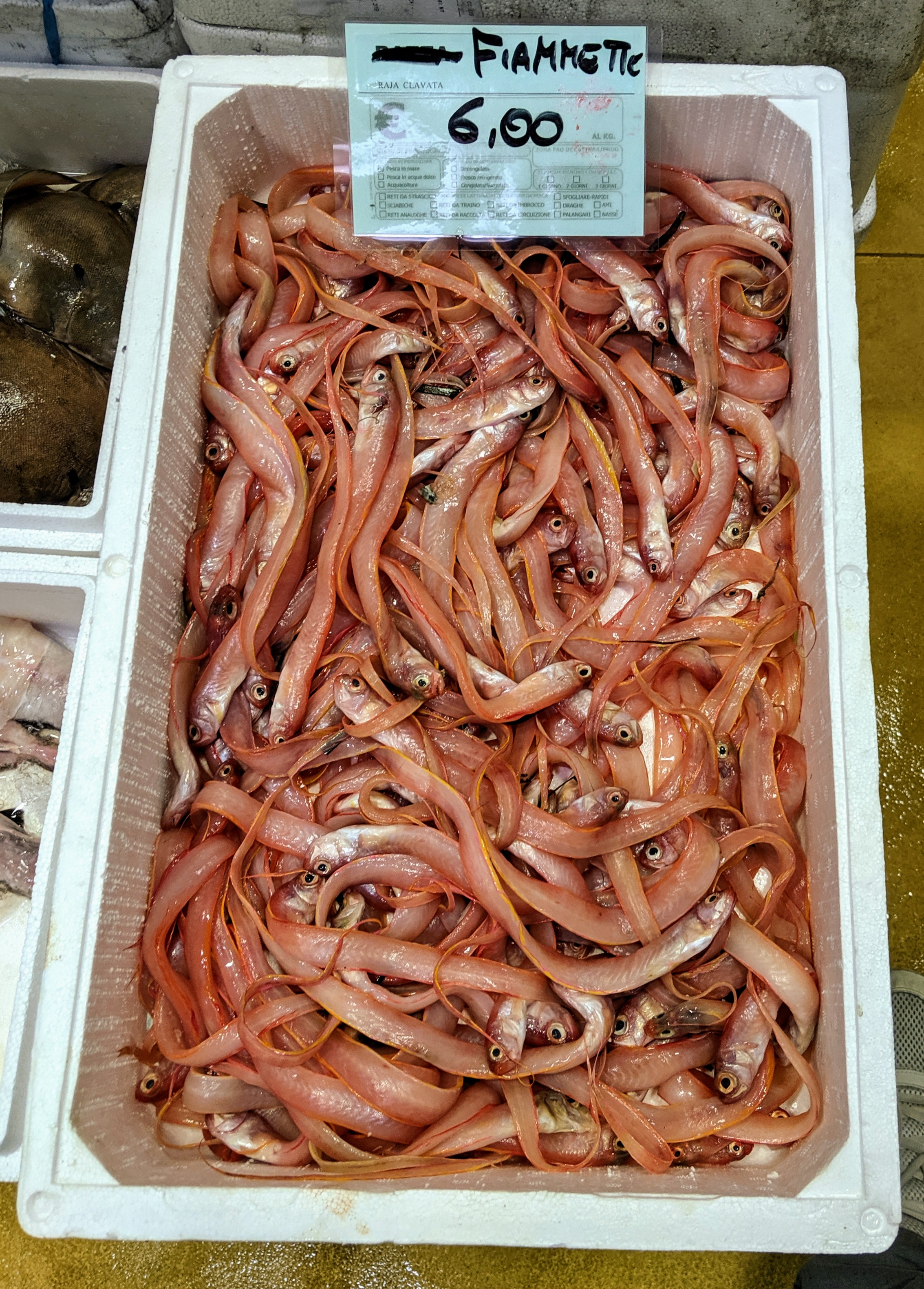
In vendita al mercato nel 2019 con il nome comune di Fiammette

## Descrizione
C. macrophtalma ha corpo estremamente allungato e fortemente compresso ai fianchi, a forma di nastro che si assottiglia verso la coda. La testa è abbastanza piccola rispetto al corpo, gli occhi sono grandi e la bocca è ampia, obliqua, rivolta verso l'alto è provvista di lunghi denti ricurvi. Le pinne pettorali e le pinne ventrali sono di modeste dimensioni. La pinna dorsale è lunga, parte da appena dietro la testa e giunge fino al peduncolo caudale, così come l'anale che però ha la sua origine più indietro. La pinna caudale è sottile e porta alcuni raggi liberi, non è unita alla dorsale e all'anale. La livrea prevede una colorazione uniforme rosa salmone carica, più chiara sul ventre. Le pinne dorsale e anale sono gialle; caratteristica è una macchia rossa posizionata nella parte anteriore della pinna dorsale. La pinna caudale è rossastra.
Raggiunge una lunghezza massima di 80 cm ma di solito si attesta sui 40.

## Biologia
Vive infossato nel fango in una tana verticale, da cui esce talvolta per cacciare. Può essere gregario o solitario.

### Riproduzione
Si riproduce in primavera, uova e larve sono pelagiche. I giovanili sono di colore giallo, presentano alcune spine sulla testa e hanno il corpo proporzionalmente meno allungato degli adulti.

### Alimentazione
Si nutre prevalentemente di crostacei la sua dieta però comprende anche chetognati.

## Predatori
È preda abituale di vari pesci (Coryphaena hippurus, Trisopterus minutus, Lophiidae, Merluccius merluccius e Zeus faber).

## Pesca
Viene catturato abbondantemente con le reti a strascico; le sue carni sono apprezzate esclusivamente per la zuppa di pesce o la frittura di paranza, di cui è elemento comune.